# Laena turnai
Laena turnai – gatunek chrząszcza z rodziny czarnuchowatych i podrodziny omiękowatych.
Gatunek ten został opisany w 2001 roku przez Wolfganga Schawallera. Epitet gatunkowy nadano na cześć Jaroslava Turny.
Chrząszcz o ciele długości od 9,3 do 11 mm. Przedplecze o brzegach bocznych nieobrzeżonych, tylnym brzegu nieobrzeżonym i niezagiętym w dół, kątach tylnych zaokrąglonych; jego powierzchnia z pokryta grubymi, gęstymi, w częściach bocznych opatrzonymi bardzo krótkimi szczecinkami punktami oddalonymi od siebie 1–3 średnice. Na pokrywach ułożone w rzędy, położone w niewyraźnych rowkach punkty, w części nasadowej wielkości tych na przedpleczu i pozbawione szczecinek. Rzędy punktów z tyłu zanikają. Na międzyrzędach małe punkty z bardzo krótkimi szczecinkami w części nasadowej. Siódmy międzyrząd wypukły. Odnóża obu płci z silnymi zębami na udach. Samiec ma haczykowaty koniec wewnętrzny i granulowany środek tylnych goleni oraz dwukrotnie dłuższe niż szerokie apicale edeagusa.
Owad endemiczny dla Chin, znany tylko z Syczuanu.